# Pdftk
PDFtk，全稱，是一個在命令行運行的跨平台工具，用作處理PDF文件。
PDFtk有兩個版本：開源PDFtk及專業PDFtk。很多功能在開源版本都沒有了，只在專業版本保留，例如：頁面旋轉。不過價錢也只是美金3.99元。
PDFtk可以視作iText程式庫的的客戶端，以GCJ編譯。

## 功能
下列為根據本軟件在unix man page羅列的部分功能：
- 可分割、混合及重新排序PDF頁面。
- 可分割PDF頁面成為多個新檔。
- 旋轉PDF頁面或檔案
- 解碼PDF頁面（需要提供密碼）
- 編碼PDF頁面
- 打水印元數據
- 可以插入或檢索的PDF文件格式的數據。
- 連接和打開 PDF附件
- 從 PDF文件提取到一個簡單的文檔頁面。
- 修復PDF文件的失敗部分。

## 參看
- iText

## 外部連結
- http://www.pdflabs.com/tools/pdftk-the-pdf-toolkit/（页面存档备份，存于） - PDFTK, The PDF Toolkit (GPL)
- http://www.pdfhacks.com/pdftk/（页面存档备份，存于） - PDFTK, the pdf toolkit
- http://www.angusj.com/pdftkb/#pdftkbuilder（页面存档备份，存于） - PDFTK Builder, a GUI for Windows (GPL)
- SourceForge.net上的PDF Chain, a GUI for GNU-Linux (GPL)
- http://www.paehl.de/pdf/gui_pdftk.html（页面存档备份，存于） - an older GUI, working under Windows and most Linux's (GPL)
- http://www.techienote.com/2011/02/merge-split-pdf-files-in-ubuntu-fedora.html（页面存档备份，存于）
- http://pdftk4all.sourceforge.net/（页面存档备份，存于） – PDF4ALL, a GUI for Windows (GPL)
- http://www.angusj.com/pdftkb/#pdftkbuilder（页面存档备份，存于） – PDFTK Builder, a GUI for Windows (GPL)